# Лукувский повет
Лукувский повет (пол. Powiat łukowski) — повет (район) в Польше, входит как административная единица в Люблинское воеводство. Центр повета — город Лукув. Занимает площадь 1394,09 км². Население — 108 597 человек (на 31 декабря 2015 года).

## Административное деление
- города: Лукув, Сточек-Луковски
- городские гмины: Лукув, Сточек-Луковски
- сельские гмины: Гмина Адамув, Гмина Кшивда, Гмина Лукув, Гмина Серокомля, Гмина Станин, Гмина Сточек-Луковски, Гмина Тшебешув, Гмина Войцешкув, Гмина Воля-Мысловска

## Демография
Население повета дано на 31 декабря 2015 года.
| Перепись            | Всего   | Мужчины | Женщины |
| ------------------- | ------- | ------- | ------- |
| Всего               | 108 597 | 54 033  | 54 564  |
| Городское население | 33 108  | 15 918  | 17 190  |
| Сельское население  | 75 489  | 38 115  | 37 374  |